# افي مالكا
افي مالكا (بالعبرية: אבי מלכה‏) هو لاعب كرة قدم إسرائيلي في مركز الهجوم، ولد في 28 يوليو 1987 في بئر السبع في إسرائيل. لعب مع Maccabi Ironi Netivot F.C. ‏.

## وصلات خارجية
- افي مالكا على موقع قاعدة بيانات كرة القدم.إي يو (الإنجليزية)
- افي مالكا على موقع Soccerway.com (الإنجليزية)